# Jaffa (buitenplaats)

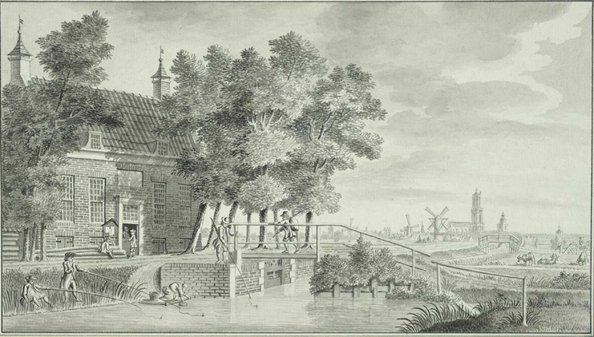
De herberg Jaffa in 1782

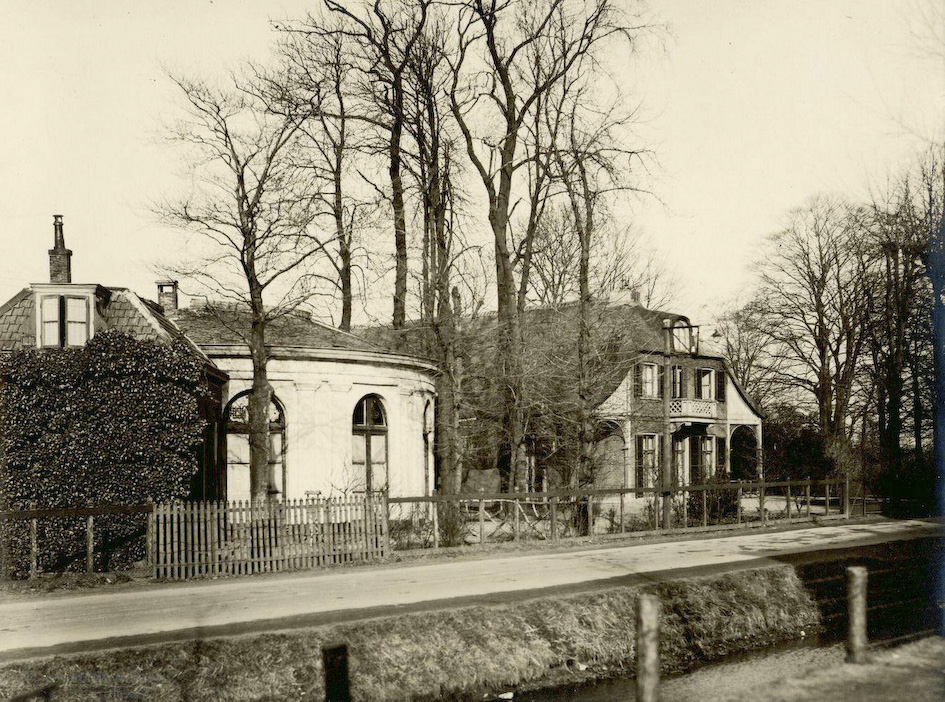
De buitenplaats rond 1910

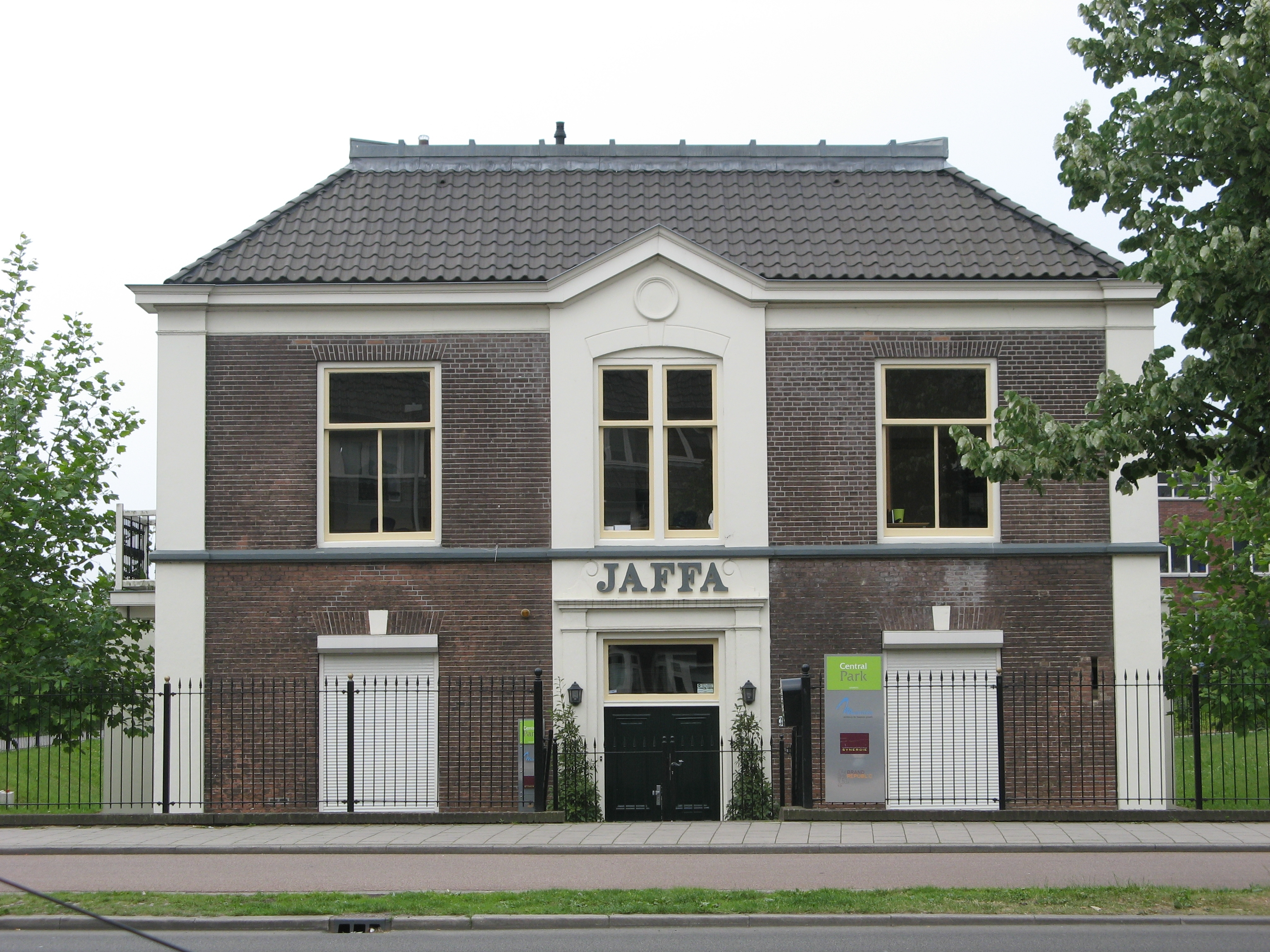
Directeurswoning uit 1880

Jaffa is een voormalige herberg en later buitenplaats aan de Vleutense Wetering bij Utrecht.
In 1581 werd vanuit de stad na ongeveer anderhalve kilometer nabij de aftakking van het Oude Rijn kanaal een schutsluisje gebouwd in de Vleutense Vaart. Op deze plaats konden voetgangers die gebruik maakten van het zandpad Utrecht - Oudhuizen (de huidige Groeneweg) de wetering oversteken. Ten noorden hiervan verrees enige tijd later ‘het herberchje genaemt Jaffa’, voor het eerst vernoemd in 1651.
De herberg, inclusief overdekte kolfbaan, theekoepel en wandeltuin, werd in 1796 verkocht aan de familie Van Rossum, die het ombouwde tot een buitenplaats.
In 1837 was het huis in bezit van J.C. van Stenis, die er een "Bad inrigting" en "Zomeruitspanning" aanlegde.
In 1844 werd het huis opnieuw verkocht, waarna de nieuwe eigenaar het laat afbreken. Deze laat een nieuw huis met theekoepel en oranjerie bouwen. Van de tuin zijn drie tuinbeelden bewaard gebleven, die zich nu in de beeldentuin van het Centraal Museum bevinden. Na 1880 woonde William de Wit, eigenaar van de houtzaagmolens De Ster en de Bijgeval langs de Leidse Rijn, op het landgoed.
In de 19e eeuw was aan de overzijde van de Vleutense Vaart een pan- en tegelbakkerij onder de naam Jaffa gevestigd. 
Na 1890 vestigde zich hier de machinefabriek Louis Smulders & Co., later Machinefabriek Jaffa genaamd. De nog bestaande directeurswoning uit 1890 heet eveneens 'Jaffa', maar dit is dus niet het voormalige buitenhuis, dat op de andere oever stond.
Op 28 juni 1907 werd de NV Maatschappij tot verbetering der volkshuisvesting 'Jaffa' opgericht, die van 1910 tot 1931 tussen de Vleutense Vaart en de Laan van Nieuw-Guinea een viertal woningbouwprojecten uitvoerde, de Jaffa buurt.
In 1934 werd het vervallen pand door de gemeente gekocht van de familie Van Beuningen en gesloopt. Op het terrein werden het Majellapark en de gelijknamige buurt aangelegd.